# Mount Verstovia
Der Mount Verstovia ist ein 1010 m hoher Berg auf Baranof Island im Alexanderarchipel im Südosten Alaskas.
Der Berg erhebt sich 4 km östlich von Sitka. Der Mount Verstovia Trail, ein Wanderweg führt zum Picnic Rock, von wo aus der Gipfel über einen 1,3 km langen Pfad erreicht werden kann.
Benannt wurde der Berg im Jahr 1809 von Iwan Filippowitsch Wassiljew (1776–1812), einem russischen Seefahrer. Der ursprüngliche russische Name war Gora Verstovaja.